# Atacama Pathfinder Experiment
Atacama Pathfinder Experiment (APEX) – radioteleskop o średnicy 12 metrów, działający na falach milimetrowych i submilimetrowych (między zakresem podczerwonym a radiowym). Instrument znajduje się na wysokości 5100 m n.p.m., na płaskowyżu Chajnantor na pustyni Atacama w Chile i pozwala na badanie zimnego pyłu i gazu w Drodze Mlecznej i odległych galaktykach.
APEX stanowi pojedynczą prototypową antenę przygotowaną dla projektu ALMA, w skład którego wchodzi sieć 54 anten o średnicach po 12 metrów oraz dodatkowych 12 anten siedmiometrowych. ALMA ma znacznie większą rozdzielczość kątową niż APEX, ale pole widzenia ma znacznie mniejsze. Oba teleskopy będą się uzupełniać – APEX będzie wyszukiwał obiekty na dużych obszarach nieba, które ALMA będzie dokładniej badać.
Jednym z głównych instrumentów na APEX jest LABOCA (Large APEX Bolometer Camera). LABOCA używa niezmiernie czułych termometrów (bolometrów) do wykrywania fal submilimetrowych. Aby wykrywać niewielkie zmiany temperatury spowodowane promieniowaniem submilimetrowym, każdy z termometrów jest chłodzony do mniej niż 0,3 stopnia powyżej zera absolutnego. Wysoka czułość LABOCA, wraz z szerokim polem widzenia (jedna trzecia rozmiaru tarczy Księżyca w pełni), czynią instrument wysoce precyzyjnym narzędziem do obrazowania submilimetrowego Wszechświata.
APEX to efekt współpracy Max Planck Institute for Radio Astronomy (MPIfR), Onsala Space Observatory (OSO) oraz ESO. Teleskop jest obsługiwany przez ESO. Oficjalne uruchomienie radioteleskopu nastąpiło 25 września 2005 roku.

## Obserwacje i odkrycia
Międzynarodowy zespół astronomów pracujący na APEX po raz pierwszy w historii zarejestrował obecność cząsteczek nadtlenku wodoru w chmurach kosmicznego gazu i pyłu. Odkrycia dokonano w obszarze oddalonym 400 lat świetlnych od Ziemi w pobliżu ro Ophiuchi, gwiazdy położonej w gwiazdozbiorze Wężownika. W tym rejonie na jedną cząsteczkę nadtlenku wodoru przypada miliard cząsteczek wodoru. Naukowcy sądzą, że nadtlenek tworzy się na powierzchni ziaren kosmicznego pyłu. Dalsza reakcja chemiczna nadtlenku wodoru z wodorem prowadzi do powstania wody.
Inny zespół astronomów kierowany przez Thomasa Preibischa (z obserwatorium Uniwersytetu Ludwika i Maksymiliana w Monachium), we współpracy z Karlem Mentenem oraz Frederikiem Schullerem (z Max-Planck-Institut für Radioastronomie w Bonn), korzystając z kamery LABOCA zbadali w zakresie fal submilimetrowych zimne, pyłowe obłoki, z których w mgławicy NGC 3372 w gwiazdozbiorze Kila tworzą się gwiazdy. Mgławica w Kilu znajduje się w odległości 7500 lat świetlnych od Ziemi. Należy do najjaśniejszych mgławic na niebie, ponieważ posiada liczną populację młodych i masywnych gwiazd. Zakres submilimetrowy jest kluczowy do badania, w jaki sposób powstają gwiazdy i jak oddziałują ze swoimi macierzystymi obłokami. W temperaturze –250ºC ziarna pyłu są bardzo zimne, więc promieniowanie elektromagnetyczne obłoków może zostać dostrzeżone jedynie na falach submilimetrowych. Badania pozwoliły określić dokładną masę gazu i pyłu w obszarze mgławicy. Masa obłoków gazu i pyłu to około 140 000 mas Słońca, a gwiazd tworząch się w mgławicy to 25 000 mas Słońca.